# Canadian Women's Hockey League
Canadian Women's Hockey League (česky: Kanadská ženská hokejová liga) byla profesionální liga ženského ledního hokeje v Severní Americe, která fungovala mezi lety 2007 až 2019. Založena byla po zániku první profesionální soutěže žen v severní Americe – National Women's Hockey League. Soutěž byla nejvyšší profesionální ligou ženských týmů v Kanadě. Ovšem zúčastnil se jí i jeden tým z USA a jeden tým z Čínské lidové republiky. V USA je nejvyšší profesionální ligou soutěž National Women's Hockey League, která byla založená v roce 2015 a ve které od roku 2020 figuruje jeden kanadský celek (Toronto Six). Podle vyjádření CWHL stály za zánikem ligy rostoucí náklady, nízká sledovanost zápasů a konkurence s NWHL o peníze sponzorů.
Finálový turnaj se hrál o Clarkson Cup (francouzsky: La Coupe Clarkson), který je obecně nazýván jako "Stanley Cup of women's hockey" (Stanley Cup ženského hokeje). V letech 2009–2011 se finálového turnaje zúčastňoval také vítěz Western Women's Hockey League, který Clarkson Cup opanoval v roce 2010. Posledním vítězem Clarkson Cupu byl tým Calgary Inferno. Nejvíce vítězství v soutěži získal tým Les Canadiennes de Montréal, který WCHL opanoval celkem čtyřikrát.

## Přehled finále soutěže (Clarkson Cup od sezóny 2008/09)
Zdroj: 
| Sezona    | Vítěz                           | Finálový zápas | Poražený finalista          |
| --------- | ------------------------------- | -------------- | --------------------------- |
| 2007/2008 | Brampton Thunder (1)            | 4:3 po prodl.  | Mississauga Chiefs          |
| 2008/2009 | Stars de Montréal (1)           | 2:1            | Minnesota Whitecaps (WWHL)  |
| 2009/2010 | Minnesota Whitecaps (WWHL) (1)  | 4:0            | Brampton Thunder            |
| 2010/2011 | Stars de Montréal (2)           | 5:0            | Toronto Aeros               |
| 2011/2012 | Stars de Montréal (3)           | 4:2            | Brampton Thunder            |
| 2012/2013 | Boston Blades (1)               | 5:2            | Stars de Montréal           |
| 2013/2014 | Toronto Furies (1)              | 1:0 po prodl.  | Boston Blades               |
| 2014/2015 | Boston Blades (2)               | 3:2            | Stars de Montréal           |
| 2015/2016 | Calgary Inferno (1)             | 8:3            | Les Canadiennes de Montréal |
| 2016/2017 | Les Canadiennes de Montréal (4) | 3:1            | Calgary Inferno             |
| 2017/2018 | Markham Thunder (2)             | 2:1 po prodl.  | Kunlun Red Star WIH         |
| 2018/2019 | Calgary Inferno (2)             | 5:2            | Les Canadiennes de Montréal |

## Přehled celkových vítězů v Clarkson Cupu
Zdroj: 
| Klub                        | Tituly | Vítězné ročníky                    |
| --------------------------- | ------ | ---------------------------------- |
| Les Canadiennes de Montréal | 4      | 2008/09, 2010/11, 2011/12, 2016/17 |
| Boston Blades               | 2      | 2012/13, 2014/15                   |
| Calgary Inferno             | 2      | 2015/16, 2018/19                   |
| Markham Thunder             | 2      | 2007/08, 2017/18                   |
| Minnesota Whitecaps (WWHL)  | 1      | 2009/10                            |
| Toronto Furies              | 1      | 2013/14                            |